# Knob Point (udde i Sydgeorgien och Sydsandwichöarna)
Knob Point är en udde i Sydgeorgien och Sydsandwichöarna (Storbritannien). Den ligger i den östra delen av Sydgeorgien och Sydsandwichöarna.
Terrängen inåt land är huvudsakligen kuperad, men den allra närmaste omgivningen är platt.  Det finns inga samhällen i närheten. 